# Talbot-Darracq
Talbot-Darracq – marka francuskich samochodów wyższej klasy średniej o sportowym zacięciu produkowanych przez połączone firmy Talbot i Darracq. Jedynym modelem tej marki był model V8 z silnikiem o pojemności 4595 cm³ i mocy 60 KM. Po wejściu do spółki angielskich zakładów Sunbeam i powstaniu przedsiębiorstwa Sunbeam-Talbot-Darracq (STD) zaprzestawano jej używania. Co prawda na krótko w 1938 roku była stosowana do oznaczania dwóch modeli T150 Teardrop oraz T23.  